# Phenacoccus segnis
Phenacoccus segnis är en insektsart som först beskrevs av Charles Kimberlin Brain 1915.  Phenacoccus segnis ingår i släktet Phenacoccus och familjen ullsköldlöss. Inga underarter finns listade i Catalogue of Life.